# Quattro pistole veloci
Quattro pistole veloci (Four Fast Guns) è un film del 1960 diretto da William J. Hole Jr..
È un film western statunitense con James Craig, Martha Vickers e Edgar Buchanan.

## Produzione
Il film, diretto da William J. Hole Jr. su una sceneggiatura di James Edmiston e Dallas Gaultois, fu prodotto da Kenneth Altose e William J. Hole Jr. per la Phoenix Film Studios Productions e girato in Arizona nel dicembre del 1959.

## Distribuzione
Il film fu distribuito con il titolo Four Fast Guns negli Stati Uniti dal 10 febbraio 1960 al cinema dalla Universal Pictures.
Altre distribuzioni:
- in Germania Ovest nell'aprile del 1964 (Vier schnelle Colts)
- in Italia (Quattro pistole veloci)
- in Finlandia (4 pistoolin laki)
- in Spagna (Cuatro pistoleros rápidos)

## Critica
Secondo Leonard Maltin il film è caratterizzato da "scontata prevedibilità della vicenda" tanto da apparire "la sagra dei luoghi comuni, l'abborracciata messinscena".

## Promozione
La tagline è: "He had to Tame a Violent Town... and Three Hired Killers...".